# Ralph Merkle
Ralph Merkle (Berkeley, 2 febbraio 1952) è un crittografo statunitense.
Figlio di Theodore Merkle, direttore del Progetto Plutone per Eisenhower.
Creatore degli algoritmi del Puzzle e dell'Albero.
Pioniere nella crittografia a chiave pubblica, e più recentemente un ricercatore e conferenziere sulla nanotecnologia.
Merkle appare nel romanzo di fantascienza L'era del diamante come uno degli eroi del mondo dove la nanotecnologia è onnipresente.
Merkle è direttore della Alcor Life Extension Fondation in Arizona.